# Bank of Scotland

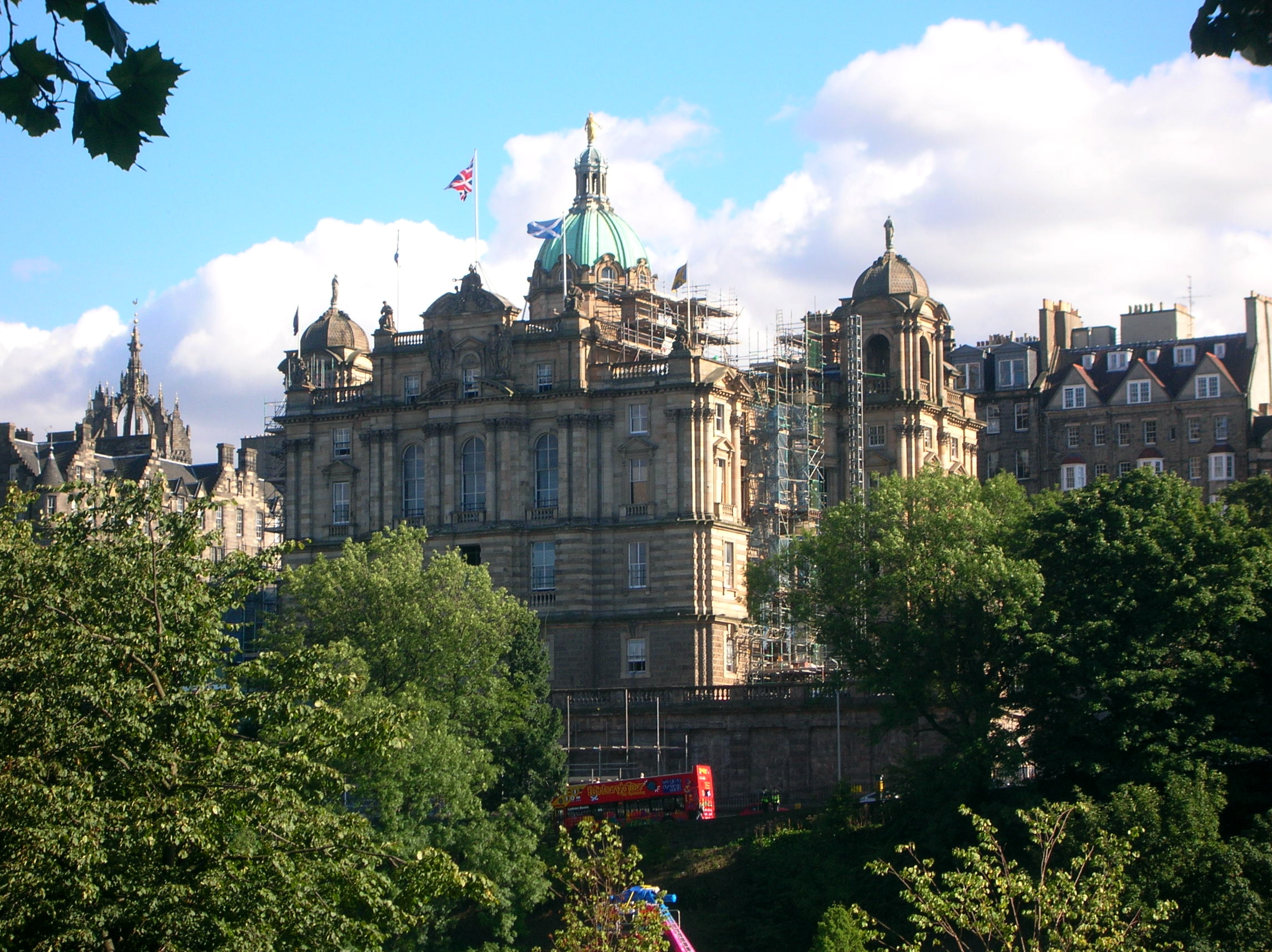
Siedziba banku przy 11 Bank Street (ulica została tak nazwana w związku z przeprowadzką banku w 1806, Edynburg

Bank of Scotland plc – bank handlowy i clearingowy z siedzibą w Edynburgu w Szkocji. Jest obecnie najstarszym ciągle działającym bankiem na terenie obecnej Wielkiej Brytanii i jedyną komercyjną instytucją założoną przez Parlament Szkocji nadal działającą. Pierwszy bank w Europie, który rozpoczął emisję papierowych banknotów. Nadal emituje funty szkockie.

## Historia
Bank of Scotland został utworzony uchwałą Parlamentu Szkocji 17 lipca 1695 i rozpoczął działalność w lutym 1696. Bank został utworzony w celu wspierania szkockiego biznesu i nie wolno mu było finansować działalności rządu bez zgody parlamentu. Ustawa dawała bankowi 21 lat monopolu na działalność bankową na terenie Szkocji.
Bank służył zbieraniu pieniędzy w czasie pierwszego powstania jakobickiego w 1715. W rezultacie w 1716 utracił monopol, a w 1727 na mocy dekretu królewskiego utworzony został jego pierwszy rywal: Royal Bank of Scotland.
W latach 50. XX wieku bank uczestniczył w wielu akwizycjach i połączeniach. w 1950 połączył się z Union Bank of Scotland, a następnie zakupił North West Securities (obecnie Capital Bank). W 1971 połączył się z należącym do Barclays Bank British Linen Bank. W 2001 połączył się z bankiem Halifax tworząc Halifax Bank of Scotland. Siedziba pozostała w Edynburgu, a obie marki pozostały w użyciu.
W 1959 był pierwszym bankiem brytyjskim, który zainstalował komputer do centralnego przetwarzania kont.